# Oberammergau

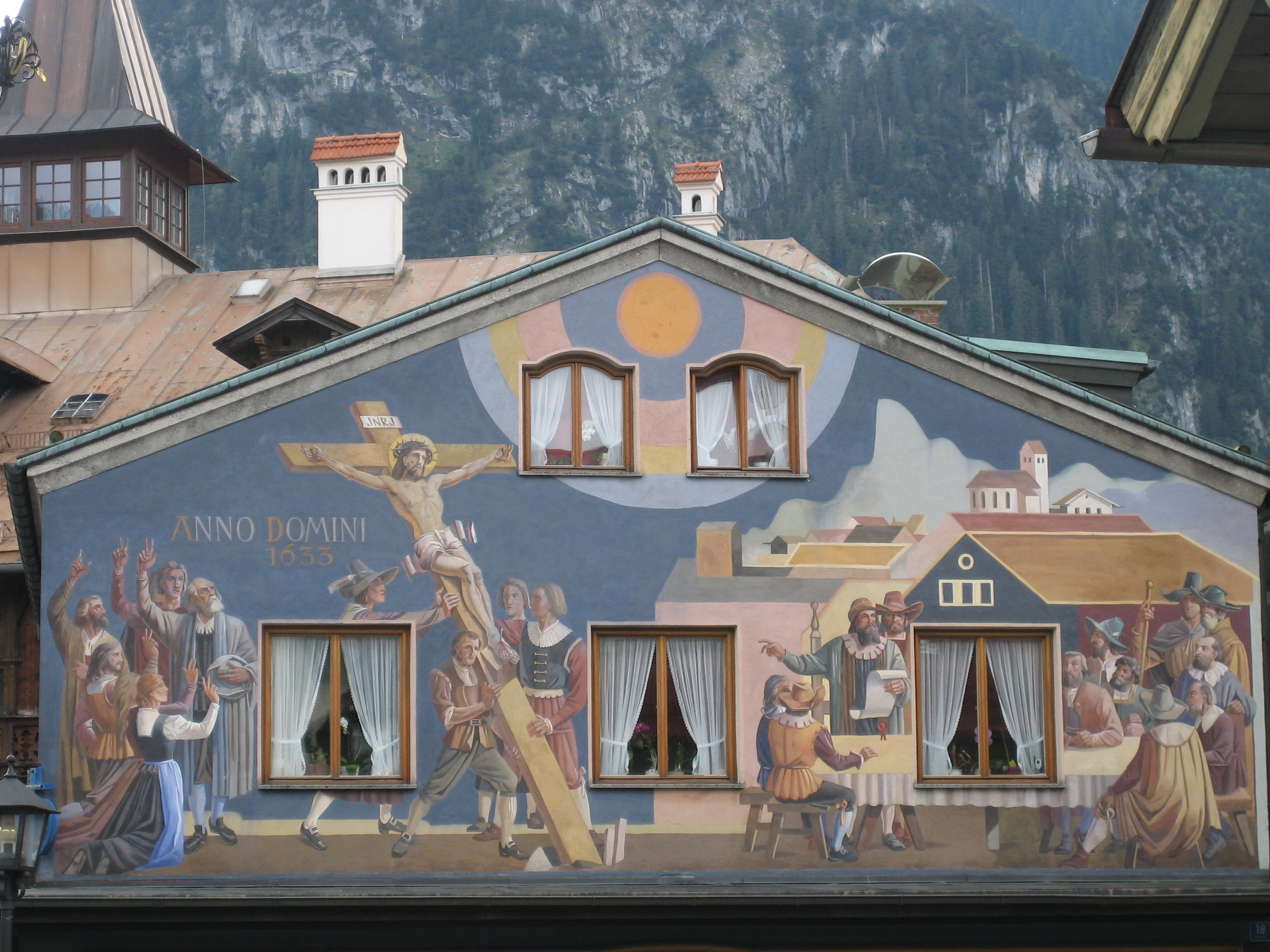
Rappresentazione della Passione di Cristo su una casa di Oberammergau

Oberammergau è un comune situato nel circondario di Garmisch-Partenkirchen in Baviera, Germania.
Si trova lungo l'Alpenstrasse (un incantevole itinerario di 500 km che copre le Alpi bavaresi e austriache) ed è famoso per numerosi affreschi sulle facciate delle case, per la rappresentazione della passione di Cristo e per la presenza di una scuola della NATO.

## Storia

### La peste
La peste bubbonica scoppiò in Baviera nel 1627. I cittadini di Oberammergau, per fare in modo che l'epidemia non li colpisse, chiusero il villaggio al mondo esterno: ai confini si appostarono le guardie e durante la notte ardevano dei falò per impedire l'entrata di estranei. Ma una notte Kaspar Schissler, un uomo che lavorava ad Eschenlohe ma era originario di Oberammergau, riuscì ad entrare e portò con sé la peste, contagiando l'intero paese.
Alla fine di ottobre del 1632 erano morti 84 adulti e diversi bambini. Nel 1633 i superstiti si riunirono in chiesa e fecero il voto solenne di allestire una rappresentazione della passione di Cristo ogni dieci anni per sempre, se Dio avesse liberato il paese dall'epidemia. Quando i decessi terminarono, i cittadini mantennero la promessa.

### Passione di Cristo
La passione di Cristo fu messa in atto per la prima volta nel 1634 e da allora si svolge ogni 10 anni. Nel XX secolo si è deciso di tenerla negli anni che finiscono con 0 (ad eccezione del 1920, periodo di ricupero della prima guerra mondiale, quando è stata posposta al 1922, e del 1940, durante la seconda guerra mondiale). Per commemorare gli anniversari importanti, avvengono ulteriori rappresentazioni: nel 1934 la si fece per il 300º anniversario e nel 1984 per il 350º anniversario. L'evento coinvolge oltre 2 000 tra attori, cantanti, musicisti, tecnici e residenti del villaggio.

### Tradizione
Il villaggio è conosciuto inoltre per l'abilità dei suoi intagliatori del legno; proprio ad Oberammergau ha sede la Scuola Bavarese per intagliatori del legno. Oberammergau è famosa anche per i suoi Lüftlmalerei, o affreschi. I temi si rifanno alla tradizione bavarese, alla religione, alle favole o figure trompe-l'œil.

### Ruolo nel Terzo Reich
Nelle viscere di alcune colline è scavata una fitta rete di gallerie progettate dai nazisti. L'ingresso, murato con blocchi di cemento, nasconde un centro produttivo della Messerschmitt, azienda attiva nello sviluppo di velivoli da guerra. La particolare ubicazione della fabbrica garantiva segretezza e una solida difesa contro i bombardamenti.

## Galleria d'immagini

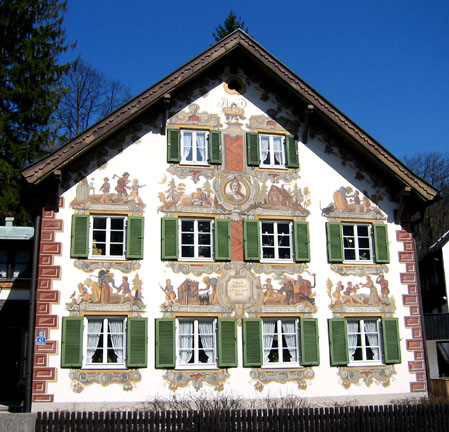
Esempio di Lüftmalerei a Oberammergau.
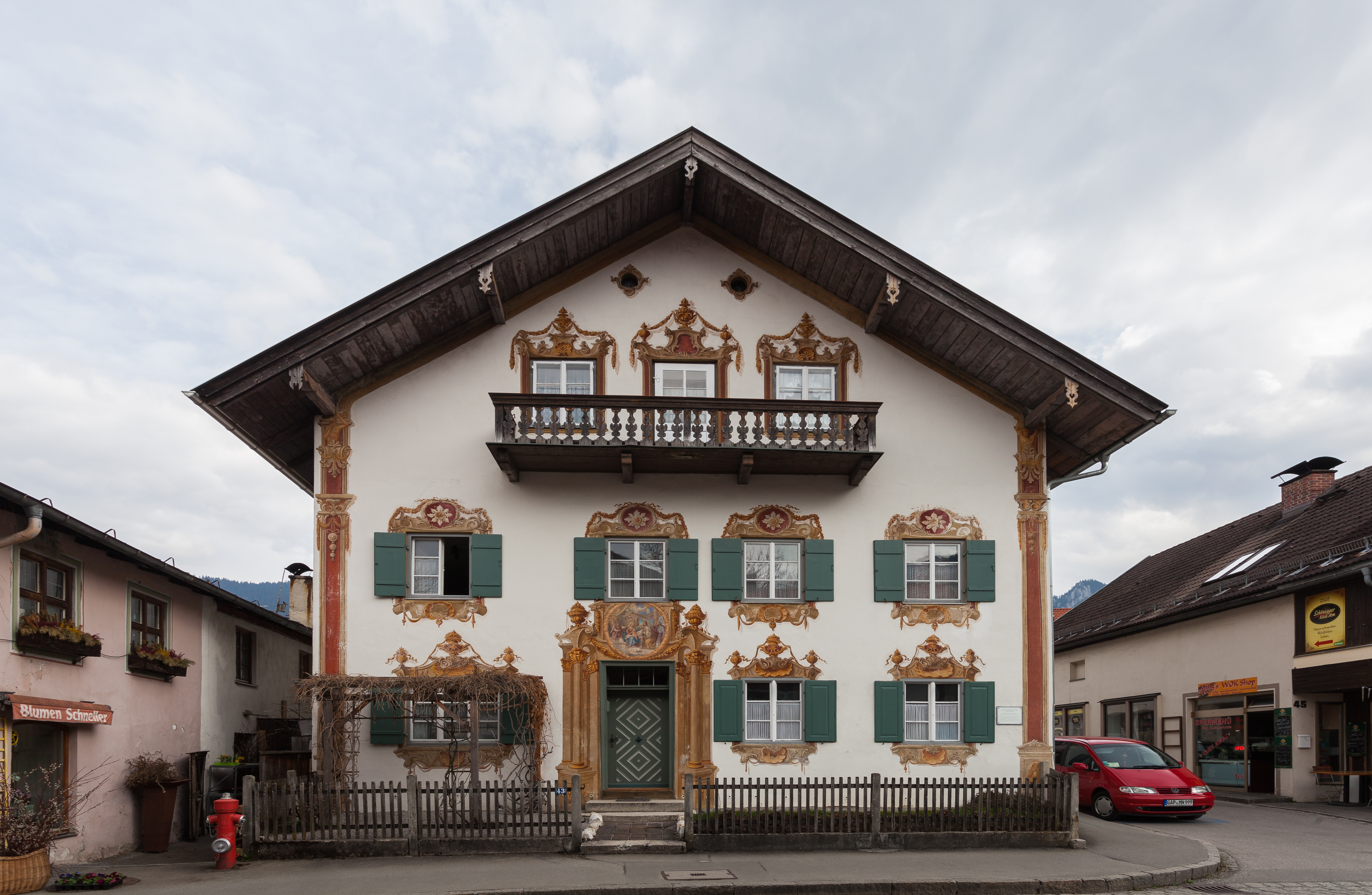
Casa Hochenleitter
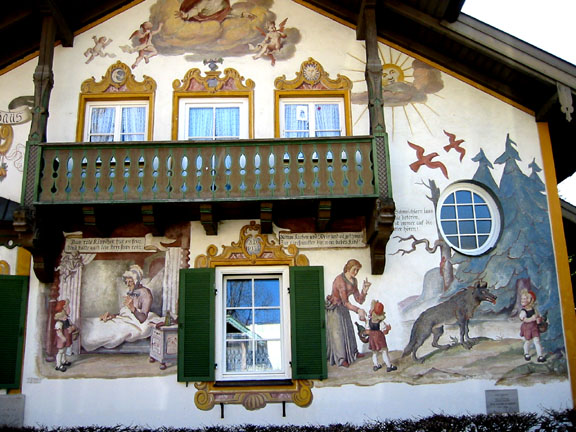
Scene di Cappuccetto Rosso su una facciata di casa a Oberammergau.
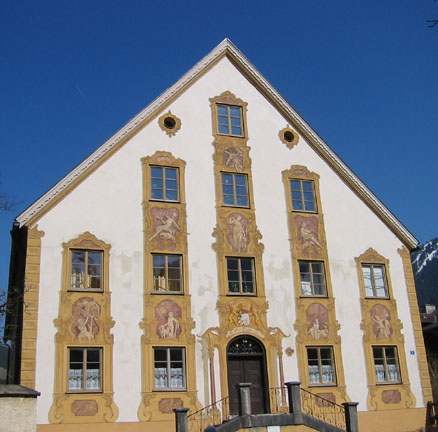
Esempio di Lüftmalerei a Oberammergau.
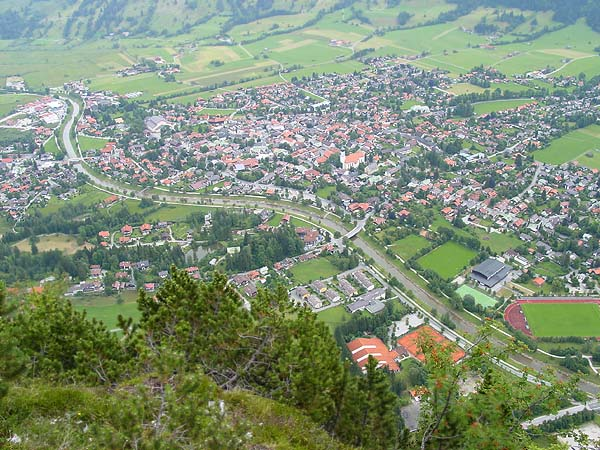
Oberammergau vista dall'alto del monte Kofel.
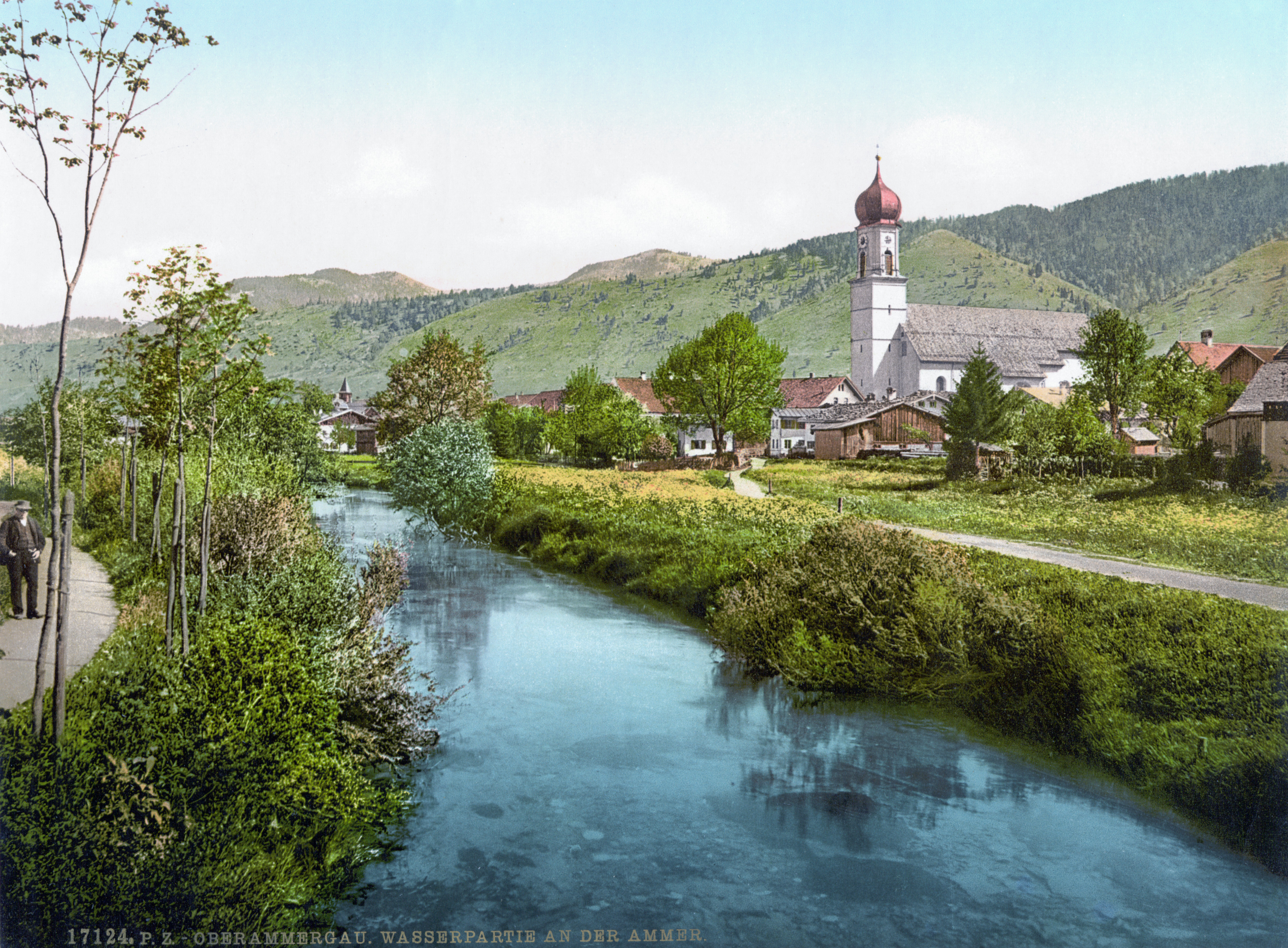
La città e il fiume Ammer agli inizi del 1900.
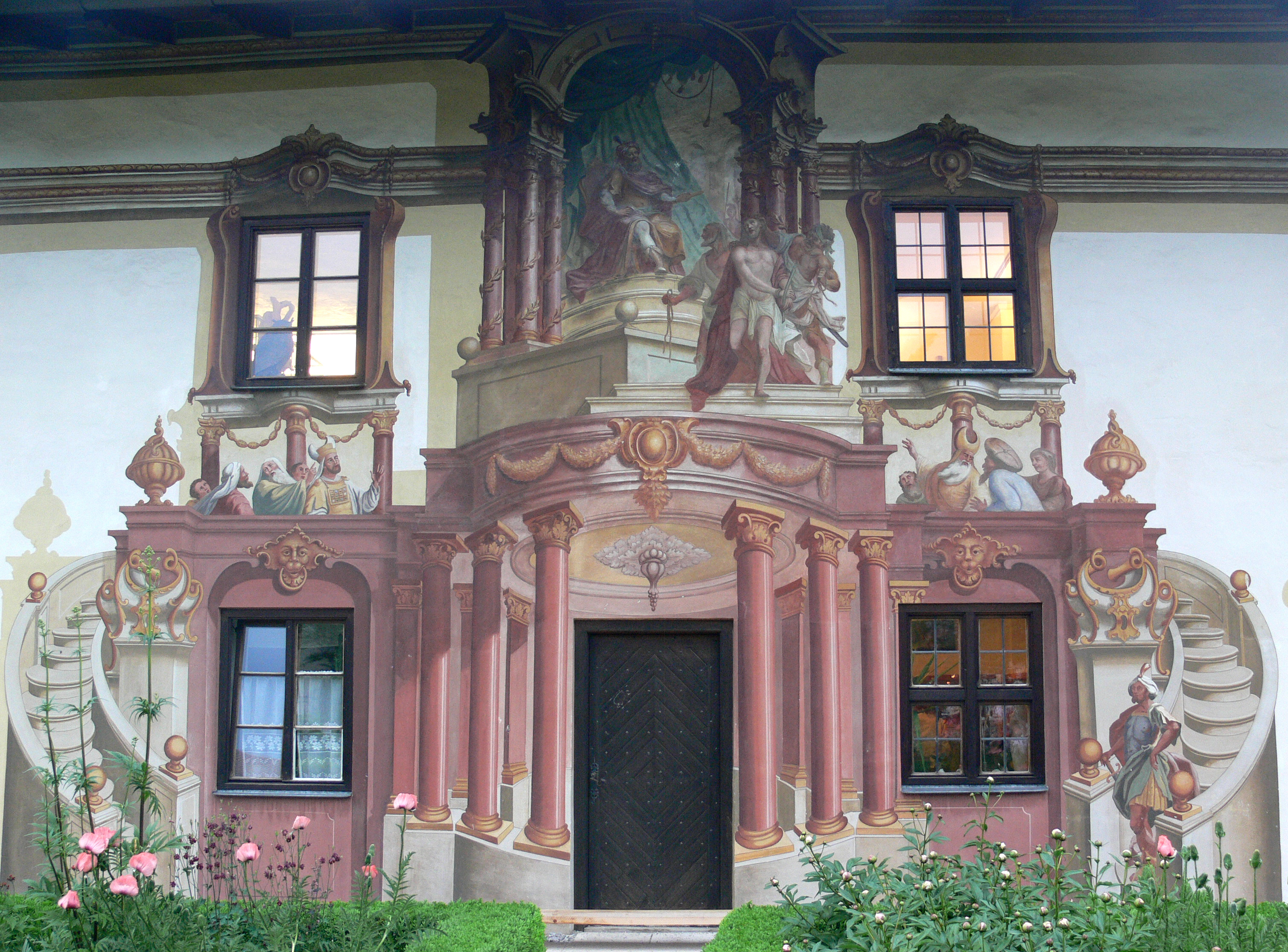
La facciata del giardino della Pilatushaus.
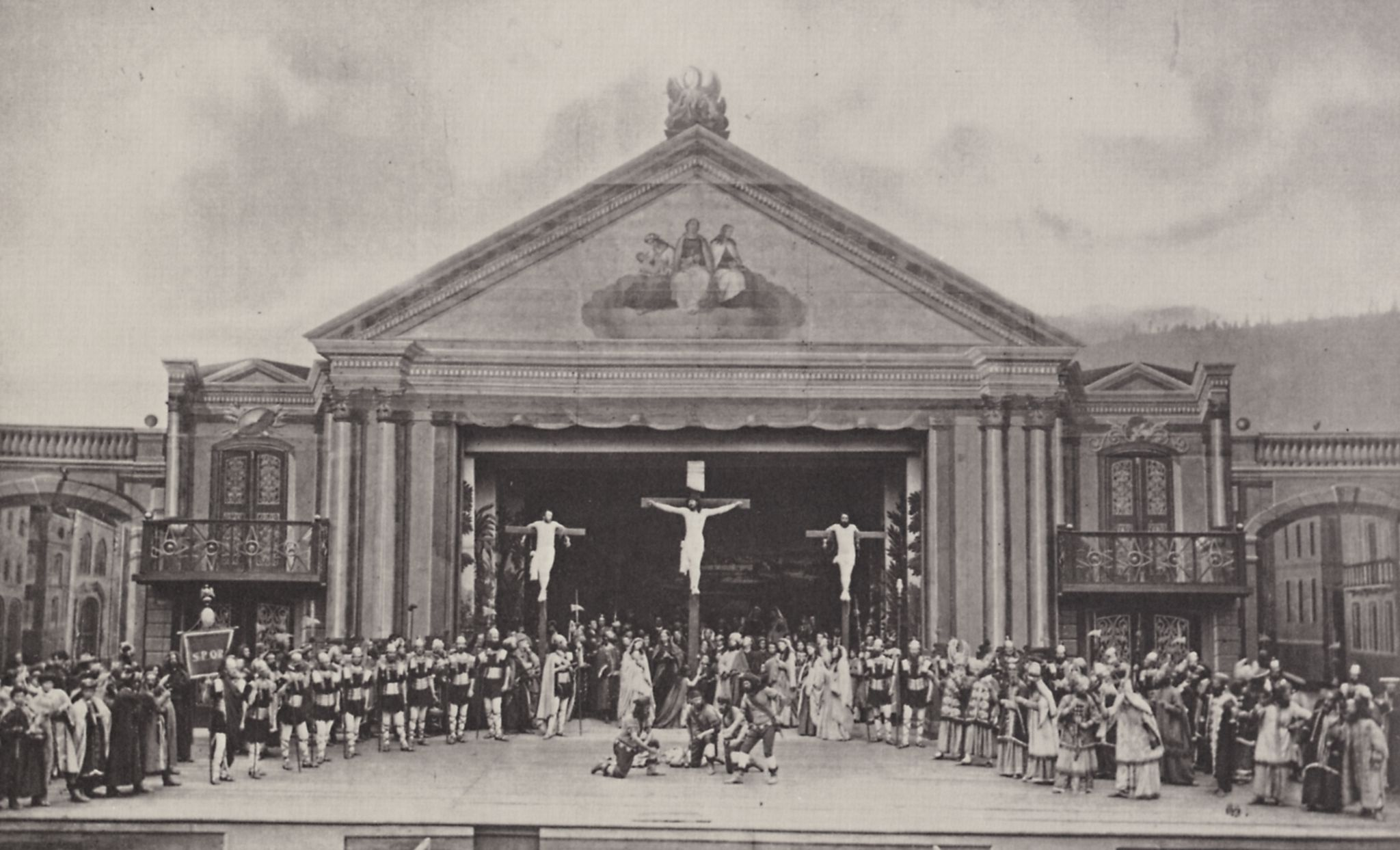
Scena della crocifissione nella rappresentazione del 1870.
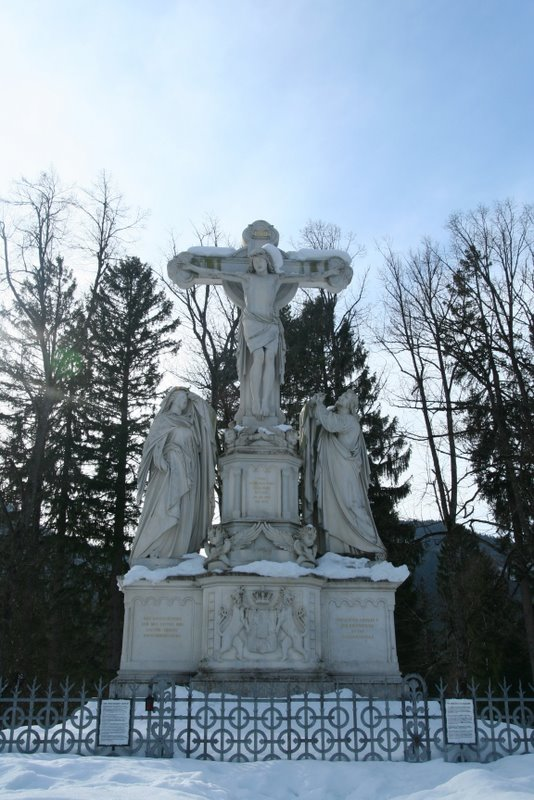
Il Kreuzigungsgruppe (gruppo della crocifissione), un dono di re Ludwig II in commemorazione della passione del 1870.
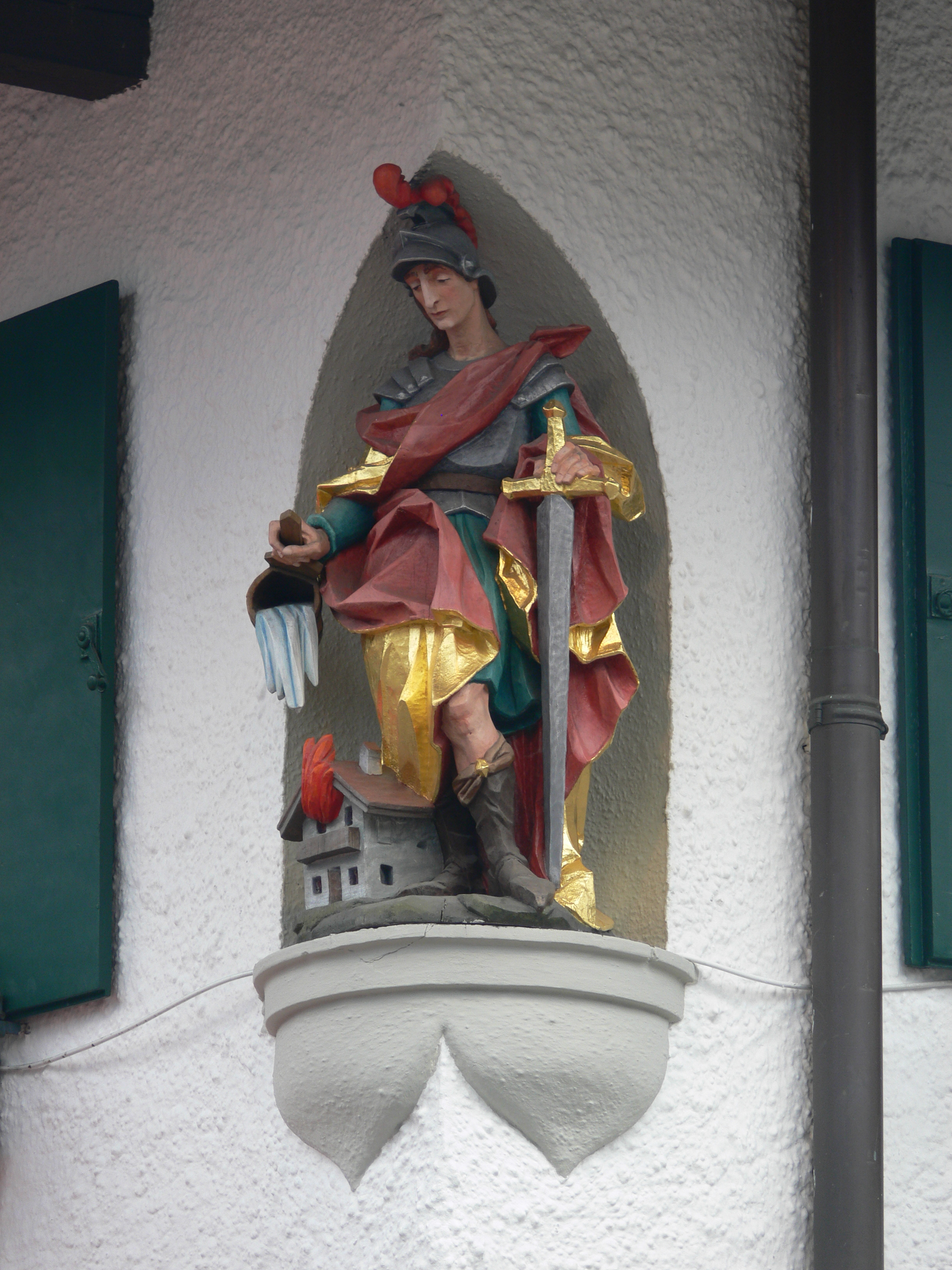
Statua di St Florian.
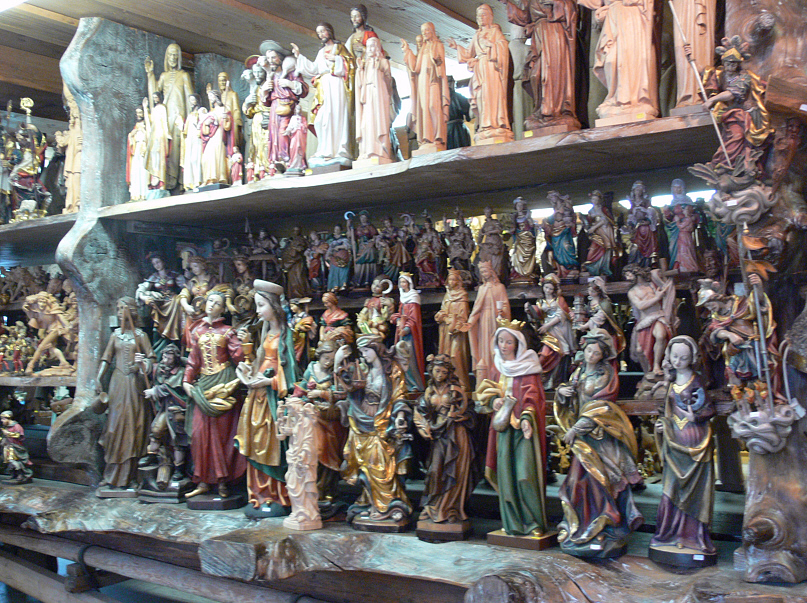
Statuette intagliate in vetrina.
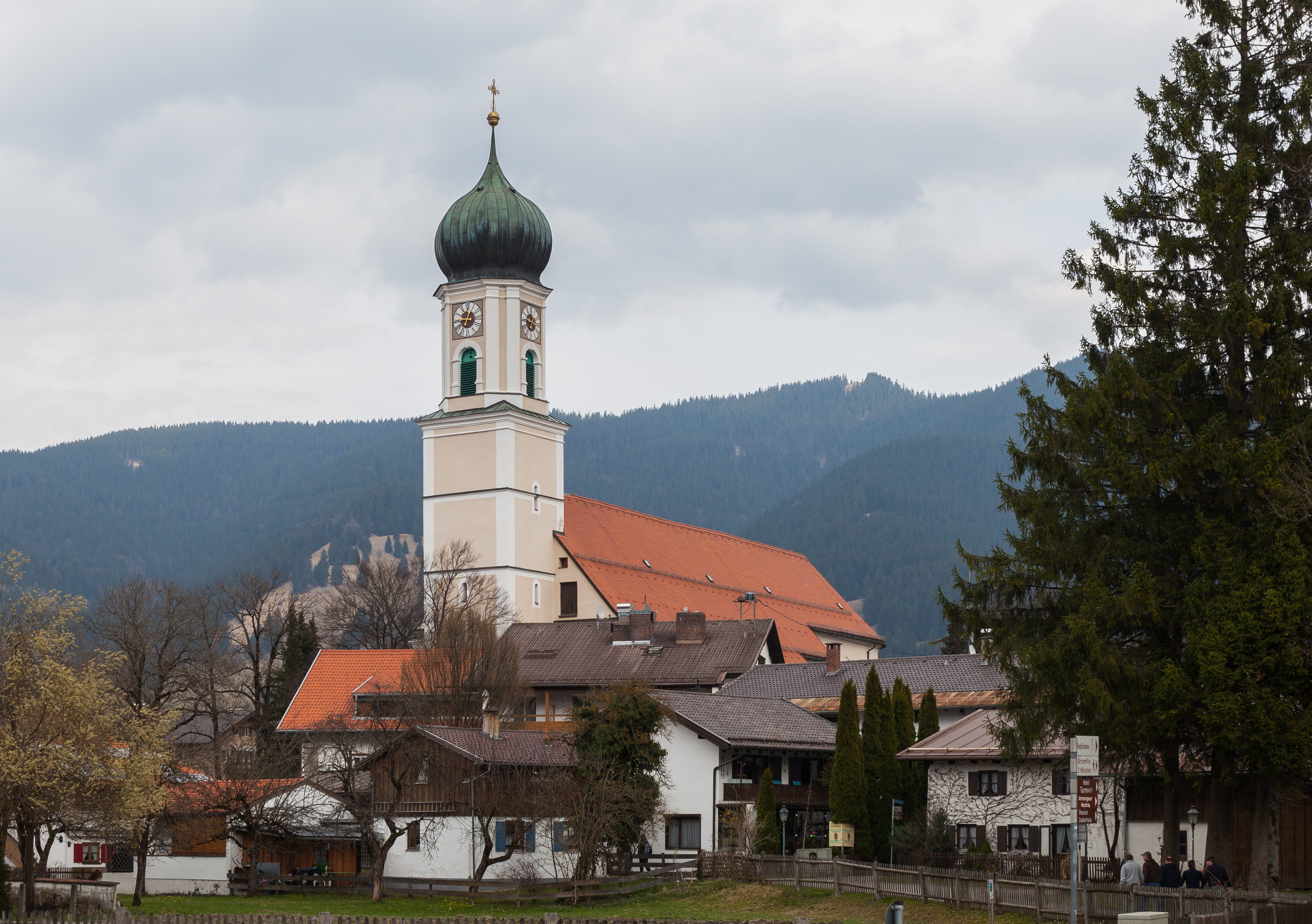
La chiesa parrocchiale di S. Pietro e Paolo.
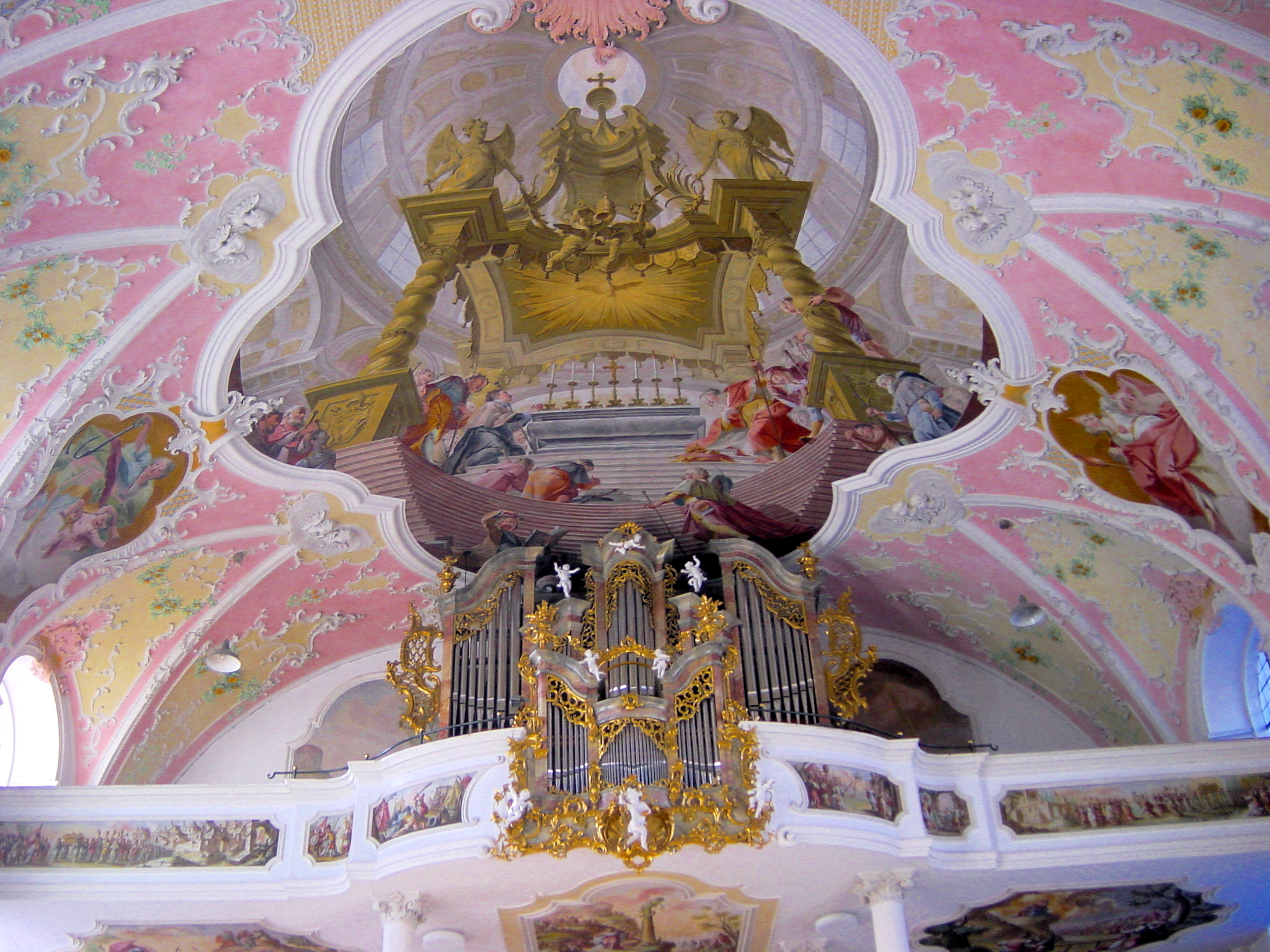
L'organo della chiesa parrocchiale.
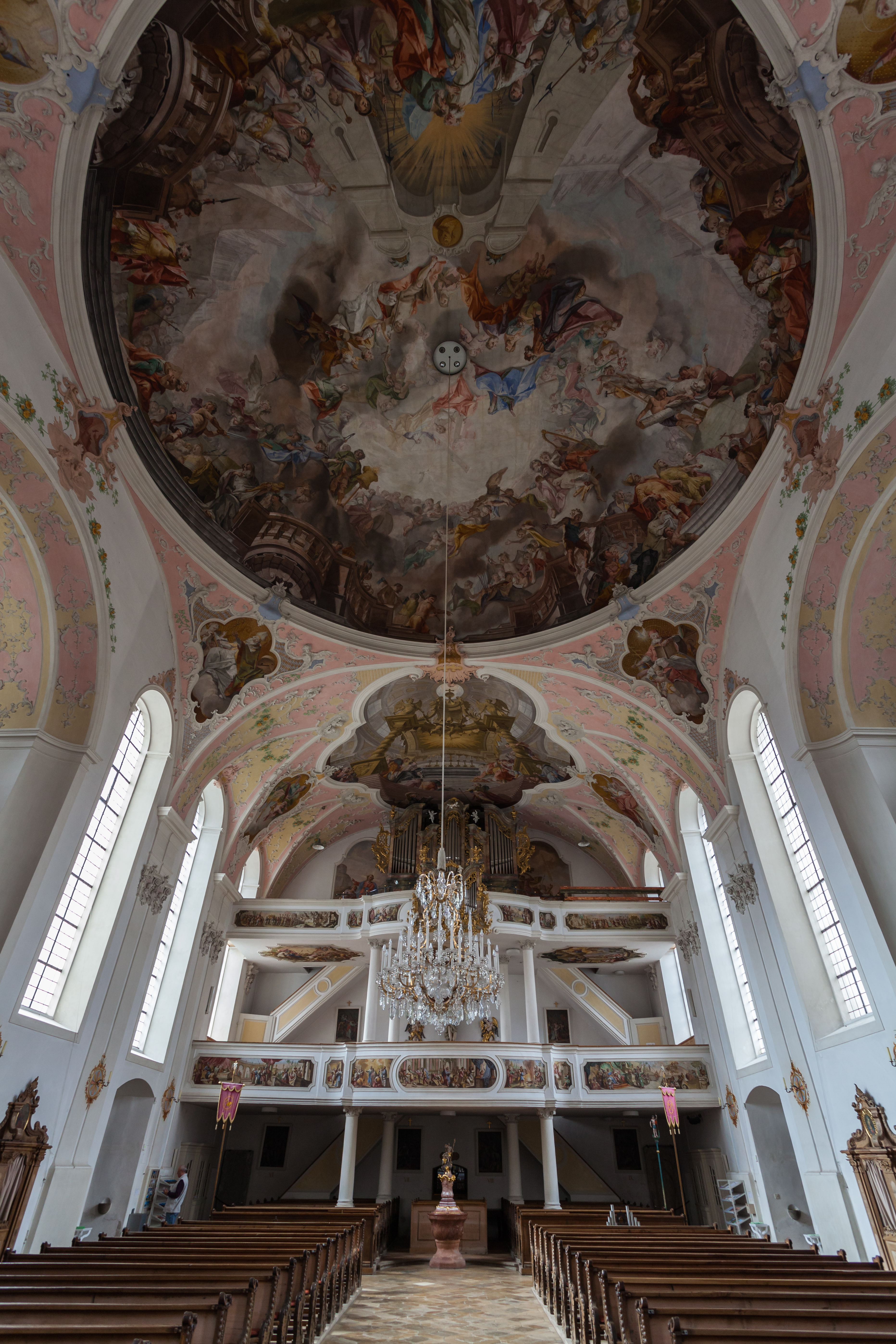
L'interno della chiesa parrocchiale.
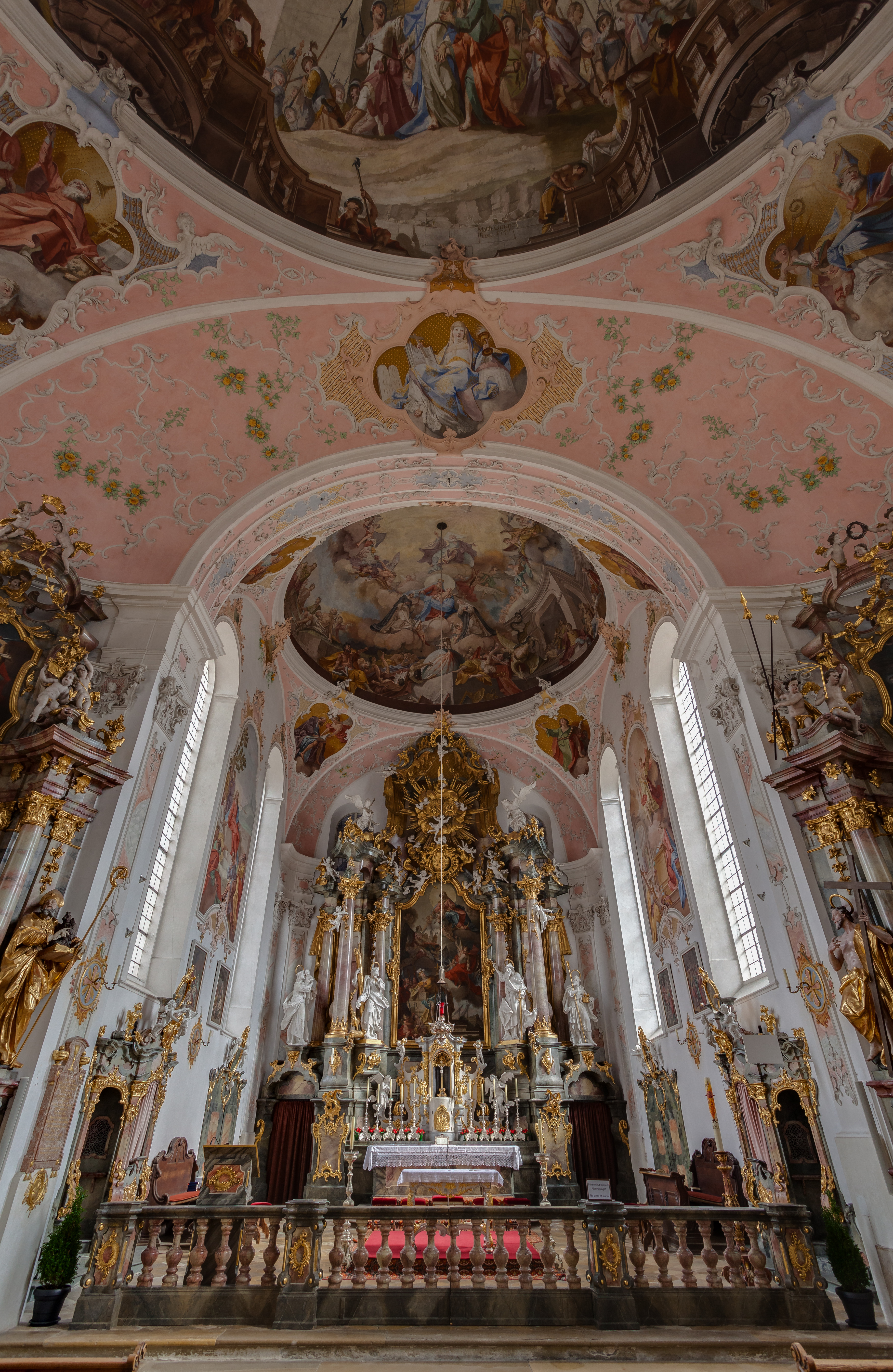
Altare
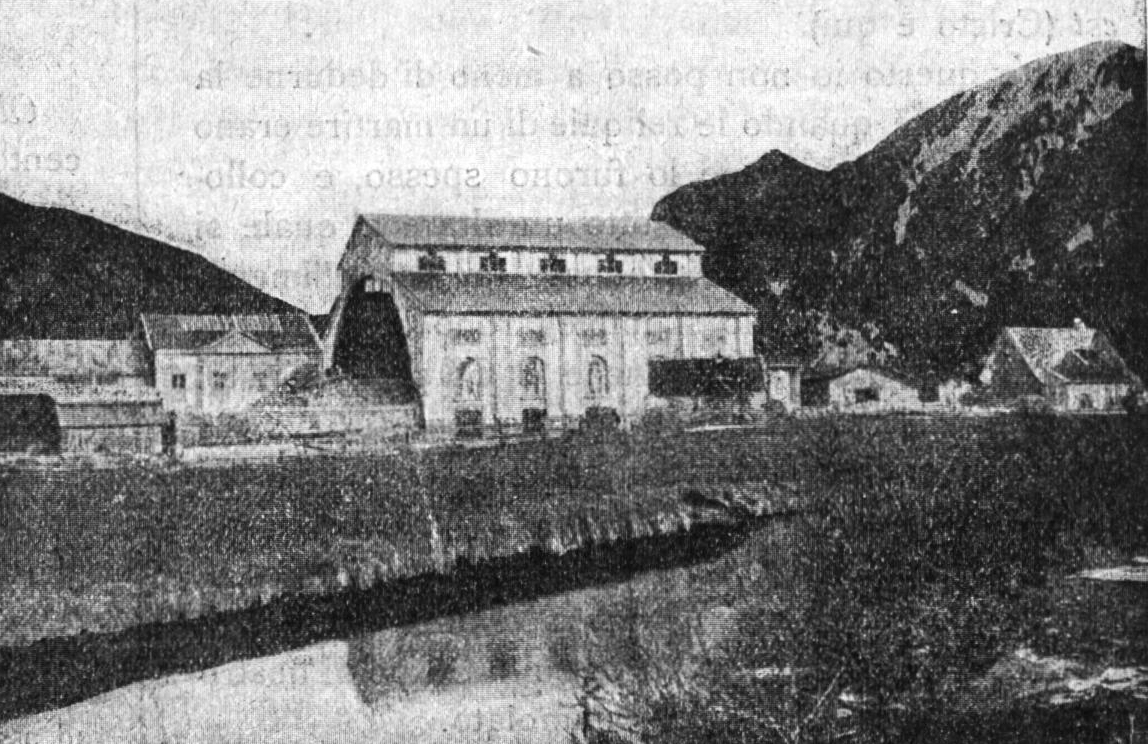
Il teatro di Oberammergau, 1910 circa
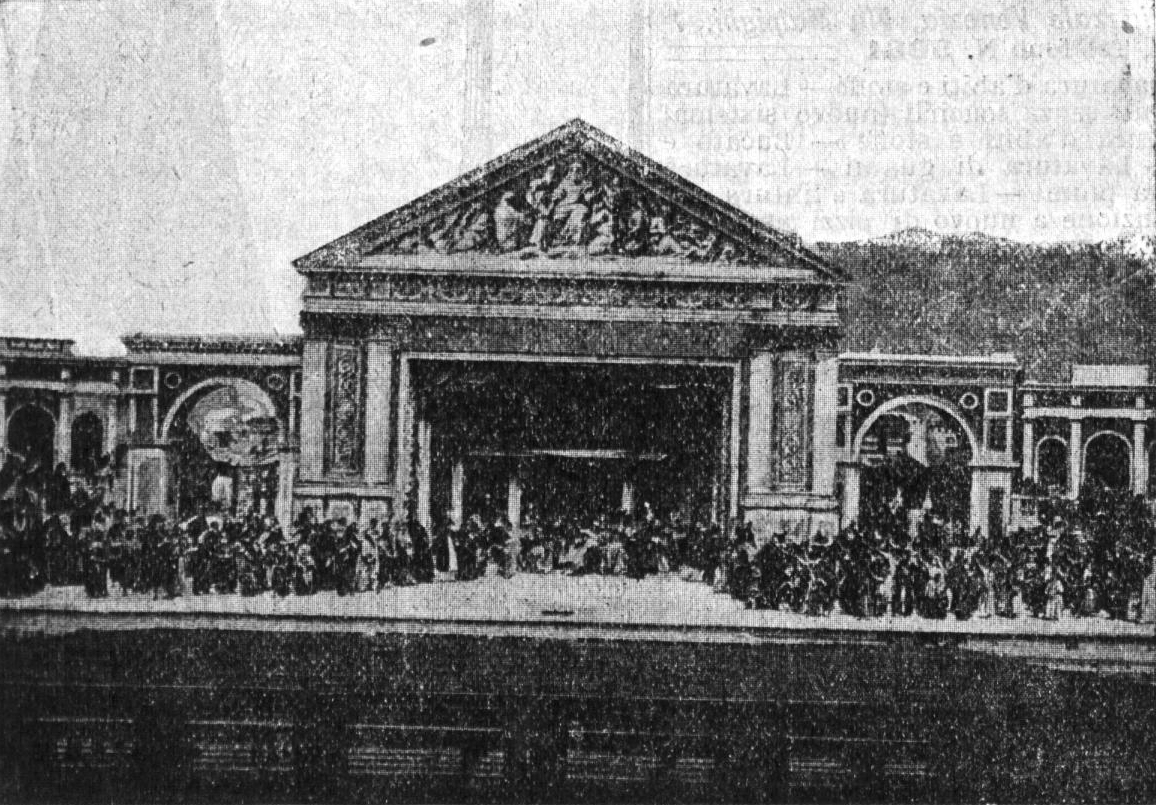
Palco scenico con il proscenio, 1910 circa
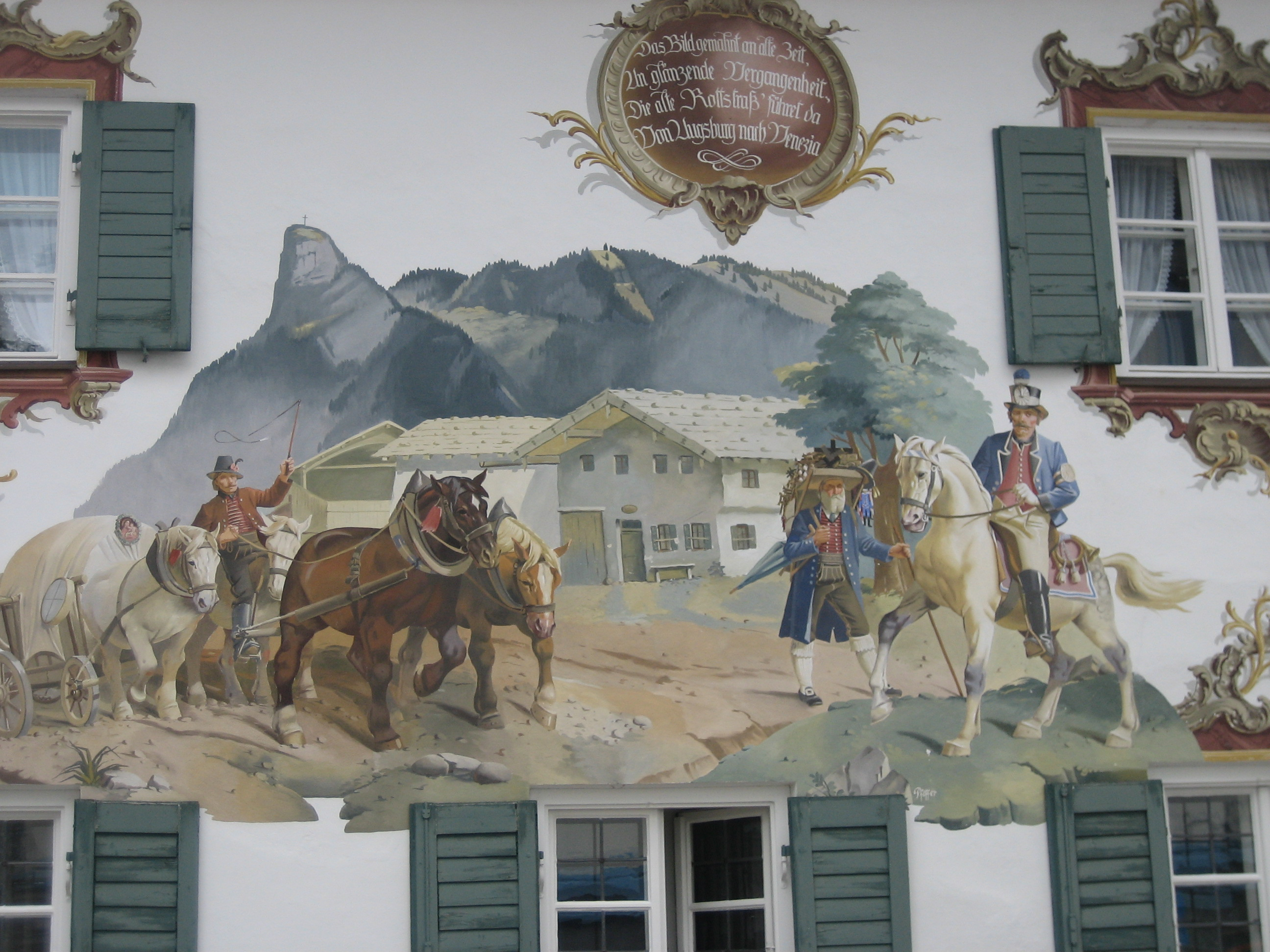
..von Augsburg nach Venezia
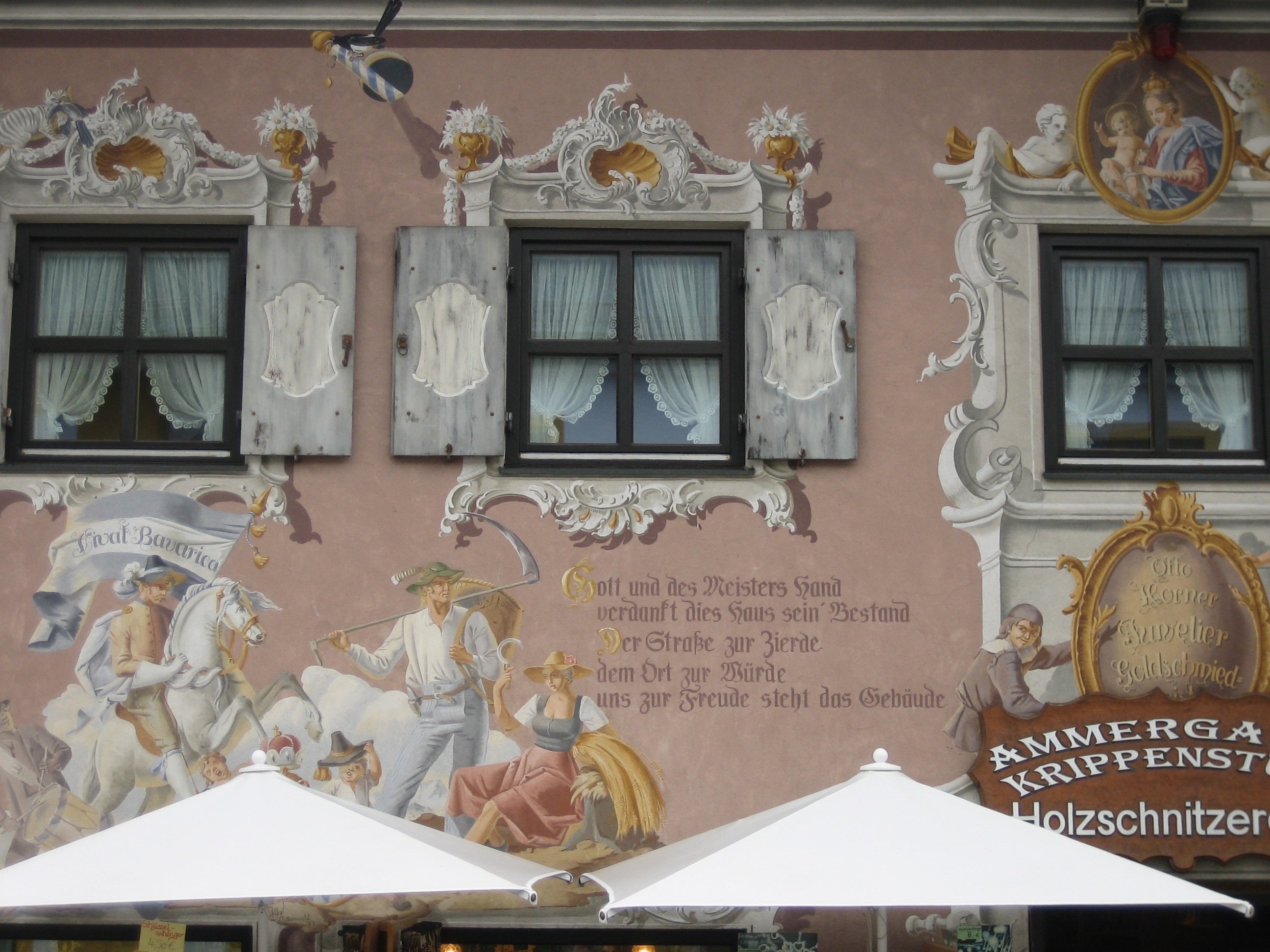
Holzschnitzereien, vendita di sculture in legno
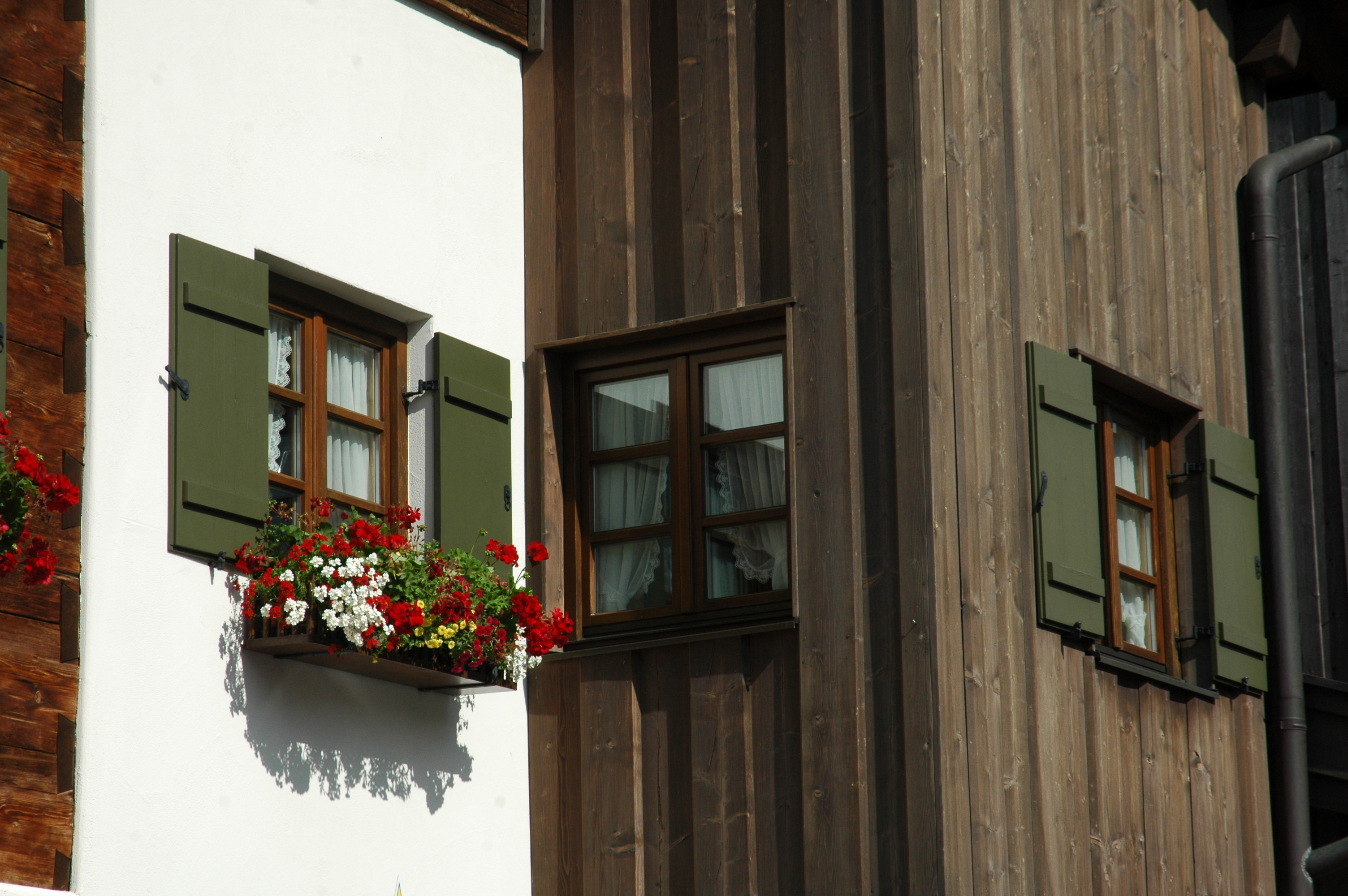
Casa in Ludwig-Thoma-Straße